# NGC 5890
NGC 5890 је лентикуларна галаксија у сазвежђу Вага која се налази на NGC листи објеката дубоког неба.
Деклинација објекта је - 17° 35' 19" а ректасцензија 15h 17m 51,1s. Привидна величина (магнитуда) објекта NGC 5890 износи 12,8 а фотографска магнитуда 13,7. NGC 5890 је још познат и под ознакама MCG -3-39-4, NPM1G -17.0406, IRAS 15150-1724, PGC 54602.